# Leather Jackets
Leather Jackets è il ventesimo album in studio del cantante britannico Elton John, pubblicato il 15 ottobre 1986.

## Descrizione
Il disco fu registrato ai Wisseloord Studios (Hilversum, Paesi Bassi) e ai Sol Studios (Berkshire, Regno Unito). Cher collabora con Lady Choc Ice (pseudonimo di Elton) nella stesura del brano Don't Trust That Woman, mentre Roger Taylor e John Deacon dei Queen suonano in Angeline.
L'album prosegue lo stile di Ice on Fire (1985); la produzione di Gus Dudgeon cerca di adattarsi ai suoni dell'epoca, mentre Elton aggrava i propri problemi personali abusando pesantemente di alcool e droghe. Il risultato è un prodotto analogo e forse ancora peggiore del precedente, quasi unanimemente considerato come uno dei punti più bassi della carriera della rockstar britannica pur contenendo validi spunti melodici.
Anche il pubblico reagisce freddamente, e Leather Jackets diventa in breve uno dei lavori meno venduti del pianista di Pinner, conseguendo una numero 24 UK e addirittura una numero 91 USA, la peggiore posizione in classifica mai raggiunta da un album di Elton. Sebbene, curiosamente, la canzone Paris riscuota un discreto successo in alcune stazioni radio di musica jazz, nessuno dei due estratti dell'LP (Heartache All Over the World e Slow Rivers) raggiunge la Top40 statunitense e britannica, per la prima volta dai tempi di Tumbleweed Connection (1970), dal quale non fu peraltro estratto e pubblicato alcun singolo. Lo stesso Elton John ha dichiarato, nel 2006, di considerare Leather Jackets il suo album meno preferito.
Per la prima volta nella carriera della rockstar, in questo LP nessuna canzone arriva a cinque minuti di durata.

## Tracce
Tutti i brani sono stati composti da Elton John e Bernie Taupin, salvo dove notato diversamente.
1. Leather Jackets – 4:10
2. Hoop of Fire – 4:14
3. Don't Trust That Woman (Cher/Lady Choc Ice) – 4:58
4. Go it Alone – 4:26
5. Gypsy Heart – 4:46
6. Slow Rivers (duetto con Cliff Richard) – 3:06
7. Heartache All Over the World – 3:52
8. Angeline (John/Taupin/Carvell) – 3:24
9. Memory of Love (John/Gary Osborne) – 4:08
10. Paris – 3:58
11. I Fall Apart – 4:00

## B-side
| Brano                                    | Formato                                       |
| ---------------------------------------- | --------------------------------------------- |
| "Highlander"                             | Heartache All Over the World 7" / 12" (US/UK) |
| "Heartache All Over the World (Megamix)" | Heartache All Over the World 12" (US/UK)      |
| "Billy and the Kids"                     | Slow Rivers 7" / 12"(UK)                      |
| "Lord of the Flies"                      | Slow Rivers 12" (UK)                          |

## Classifiche
Album
| Anno | Classifica        | Posizione |
| ---- | ----------------- | --------- |
| 1986 | The Billboard 200 | 91        |

"Heartache All Over the World"
| Anno | Classifica            | Posizione |
| ---- | --------------------- | --------- |
| 1986 | The Billboard Hot 100 | 55        |

## Formazione
- Elton John: voce, pianoforte
- Dave Mattacks: batteria
- Davey Johnstone: chitarra acustica, cori
- Charlie Morgan: batteria, percussioni
- Roger Taylor: batteria
- John Deacon: basso
- Frank Ricotti: percussioni
- Gus Dudgeon: percussioni, programmazione
- Paul Westwood: basso
- Graham Dickson: percussioni
- Fred Mandel: sequencer, sintetizzatore
- David Paton: basso
- Jody Linscott: percussioni, tamburello basco
- Vicky Brown, Alan Carvell, Shirley Lewis, Katie Kissoon, Pete Wingfield, Gordon Neville, Kiki Dee: cori
- Cliff Richard: voce (in Slow Rivers)